# Das Vaterland
Das Vaterland war eine österreichische Tageszeitung katholisch-aristokratischer Ausrichtung, die zwischen 1860 und 1911 in Wien erschien. Sie trug den Nebentitel Zeitung für die österreichische Monarchie.

## Bedeutung
Das Blatt hatte eine relativ geringe Auflage von vermutlich maximal 8000 Exemplaren. Im Jahr 1905 waren es nur noch rund 5000 Stück und die Zahl ging weiterhin zurück. Ein erstes Probeblatt erschien am 21. August 1860, die erste Ausgabe am 1. September desselben Jahres. Trotz der geringen Verbreitung war Das Vaterland eine in der Wiener Presselandschaft wichtige Zeitung und darüber hinaus die führende katholische Zeitung der Monarchie. Die wesentlichste Rubrik bildete der politische Teil des Blattes, in dem vor allem außenpolitische Themen behandelt wurden. Unter den Gründern der Zeitung waren böhmische Adelige, nicht zuletzt deshalb wurde von den Redakteuren für eine föderalistische Staatsform eingetreten. Weiters richtete es sich gegen den Nationalismus der Deutschen und anderer Völker; anderen Gegnern gegenüber, wie den Liberalen, bewahrte man Zurückhaltung. Trotz der aristokratischen Ausrichtung propagierte Das Vaterland zeitweise auch demokratische und soziale Reformen. Beispielsweise wurde 1869 für eine – wenn auch beschränkte – Wahlreform eingetreten und die Soziallehren von Hermann Schulze-Delitzsch unterstützt. Mit dem Auftreten der Reichspost begann eine Auseinandersetzung zwischen den beiden katholischen Blättern, welche schließlich die Reichspost für sich entschied. Früher gegen christlich-soziale Ideen (wie ein allgemeines Wahlrecht) gerichtet, unterstützte Das Vaterland 1911 bereits die christlich-sozialen Wahlkandidaten.